# Grapadora M-5

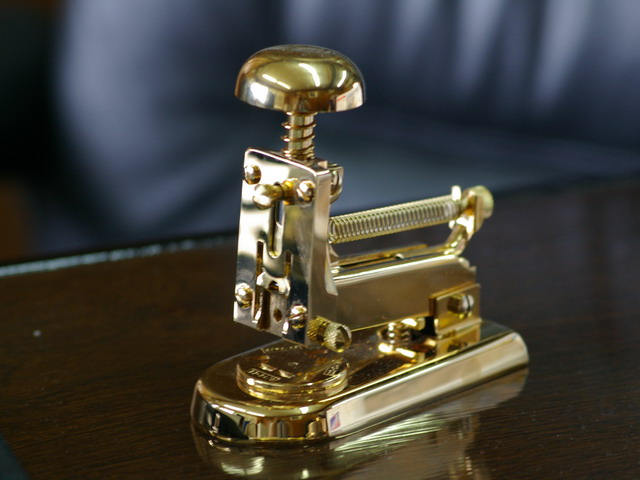
La grapadora M-5.

La grapadora M-5 es una grapadora producida por la empresa española El Casco desde 1935, y hoy considerada un clásico del diseño español y universal. Todavía se fabrican hoy en día, comercializándose en más de cuarenta países. También se produce en la versión de lujo, acabada con un baño de oro de 23,4 quilates.

## Historia
Fue producida por la firma El Casco, empresa con sede en País Vasco, fundada en 1920 por los maestros armeros José Enrique Aranzábal y el mismo Juan Solozábal como fábrica de armas de fuego, principalmente de revólveres. Después de la guerra civil española, la empresa orientó la producción hacia los objetos de escritorio de gama alta. La grapadora lleva muy visible la firma del fabricante, un casco que representa la marca de la empresa, rodeado por las inscripciones Eibar-El Casco-España.

## Características
Tiene una base alargada de sección redondeada en la parte delantera y recta en la posterior, donde el brazo contiene las grapas. En el extremo, tiene un dispositivo con un pulsador con el que se acciona el mecanismo de grapar. En el brazo hay un práctico sistema de presión, mediante un muelle, que hace salir las grapas una tras otra. La base donde se cierra la grapa una vez expulsada, dispone de un selector que permite elegir el tipo de cerrado de la grapa. Es relativamente pequeña y tiene el muelle visible fuera.
Cabe destacar que la grapadora, como la mayoría de las de esta empresa, está fabricada en acero con gran meticulosidad y muy bien acabada, y es precisa, robusta y duradera. El proceso de fabricación mecánico incluye el escariado, el fresado, la rectificación y el torneado, y más tarde el bruñido (pulido a mano un mínimo de seis veces) y un baño de cobre, níquel y cromo. Como ocurre con otros artículos de El Casco, la grapadora puede ser desmontada del todo, dado que en el ajuste de las piezas no se utiliza ninguna soldadura. Está hecha para durar toda la vida y la alta calidad garantiza su funcionamiento.

## Presencia en museos
En 1998 Marta Montmany Madurell dio un ejemplar de una M-5 fabricada en 1978 al Museo de las Artes Decorativas de Barcelona, que actualmente se expone en su colección permanente en el Palacio de Pedralbes.
En 2010 formó parte de la exposición Made in Spain. 101 iconos del diseño español. comisariada en Vitoria por de Juli Capella.